# Stazione di Aimi
La stazione di Aimi (相見駅?, Aimi-eki) e una stazione ferroviaria situata nella cittadina di Kōta nel Nukata, nella prefettura di Aichi in Giappone. La stazione e gestita dalla JR Central e serve la linea principale Tōkaidō.

## Linee
JR Central
■ Linea principale Tōkaidō

## Struttura
La stazione è costituita da un marciapiede laterale e uno a isola con 3 binari in superficie.
| 1-2 | ■ Linea principale Tōkaidō | per Okazaki, Nagoya e Ōgaki |
| 3   | ■ Linea principale Tōkaidō | per Toyohashi e Hamamatsu   |

## Stazioni adiacenti
| ≪                                 | Servizio                 | ≫                        |
| Linea principale Tōkaidō          | Linea principale Tōkaidō | Linea principale Tōkaidō |
| --------------------------------- | ------------------------ | ------------------------ |
| Kōda                              | Locale Rapido sezionale  | Okazaki                  |
| Tutti gli altri treni non fermano |                          |                          |